# Brown City
Brown City é uma cidade localizada no estado americano de Michigan, no Condado de Lapeer e Condado de Sanilac.

## Demografia
Segundo o censo americano de 2000, a sua população era de 1334 habitantes. 
Em 2006, foi estimada uma população de 1298, um decréscimo de 36 (-2.7%).

## Geografia
De acordo com o United States Census Bureau tem uma área de 
2,8 km², dos quais 2,8 km² cobertos por terra e 0,0 km² cobertos por água. Brown City localiza-se a aproximadamente 251 m acima do nível do mar.

## Localidades na vizinhança
O diagrama seguinte representa as localidades num raio de 20 km ao redor de Brown City. 